# Cyclocephala contraria
Cyclocephala contraria är en skalbaggsart som beskrevs av Kirsch 1873. Cyclocephala contraria ingår i släktet Cyclocephala och familjen Dynastidae. Inga underarter finns listade i Catalogue of Life.